# トミー・フラナガン (ミュージシャン)
トミー・フラナガン（Tommy Flanagan）ことトマス・リー・フラナガン（Thomas Lee Flanagan、1930年3月16日 – 2001年11月16日、ニューヨーク・シティ没）は、アメリカ合衆国のジャズ・ピアニスト。モダン・ジャズ・ジャイアントたちの名盤とされる録音にその名を見ることができる。グラミー賞には4度ノミネートされた。

## 略歴
デトロイトに生まれる。父はギタリスト、母はピアニストという音楽家一家だった。5歳でクラリネット、11歳でピアノを始め、1945年に15歳でプロ・デビューを果たす。後にデクスター・ゴードンやミルト・ジャクソンのグループに参加した。
1956年、ソニー・ロリンズのアルバム『サキソフォン・コロッサス』に参加。翌年、ベース奏者のウィルバー・リトルやドラマーのエルヴィン・ジョーンズとともに自己のトリオを結成し、リーダー・アルバム『オーバーシーズ (Overseas)』を発表。同時期にはマイルス・デイヴィスのグループでも短期間活動する 。1959年、ジョン・コルトレーンのアルバム『ジャイアント・ステップス』に参加。
1960年代初頭は、コールマン・ホーキンスのカルテットで活動した。1963年から1965年までと1968年から1978年にかけてはエラ・フィッツジェラルドの伴奏者を務めた。
1975年の始め、再びバンドリーダーとして演奏や録音に取り組むようになる。他の演奏家とも活動を続けたが、レコード会社の企画でタル・ファーロウやレッド・ミッチェルとレギュラー・トリオを組んでもいる。1978年にはレジー・ワークマン、ジョー・チェンバースと「スーパー・ジャズ・トリオ」を結成した。
1998年以降は体調を崩し、2001年11月16日、マンハッタン区のマウントサイナイ病院において、動脈瘤による合併症のため永眠した。71歳であった。
フラナガンのジャズ表現様式は、中庸を得たものだった。50年代から60年代ジャズの特徴（スウィング、洗錬された和声、旋律の創意工夫、ブルージーな雰囲気）を具現化していた。